# Mathias Pfeil
Mathias Pfeil (* 16. März 1961 in Günzburg) ist ein deutscher Architekt und Denkmalpfleger. Er ist seit 2014 Generalkonservator des Bayerischen Landesamtes für Denkmalpflege.

## Werdegang

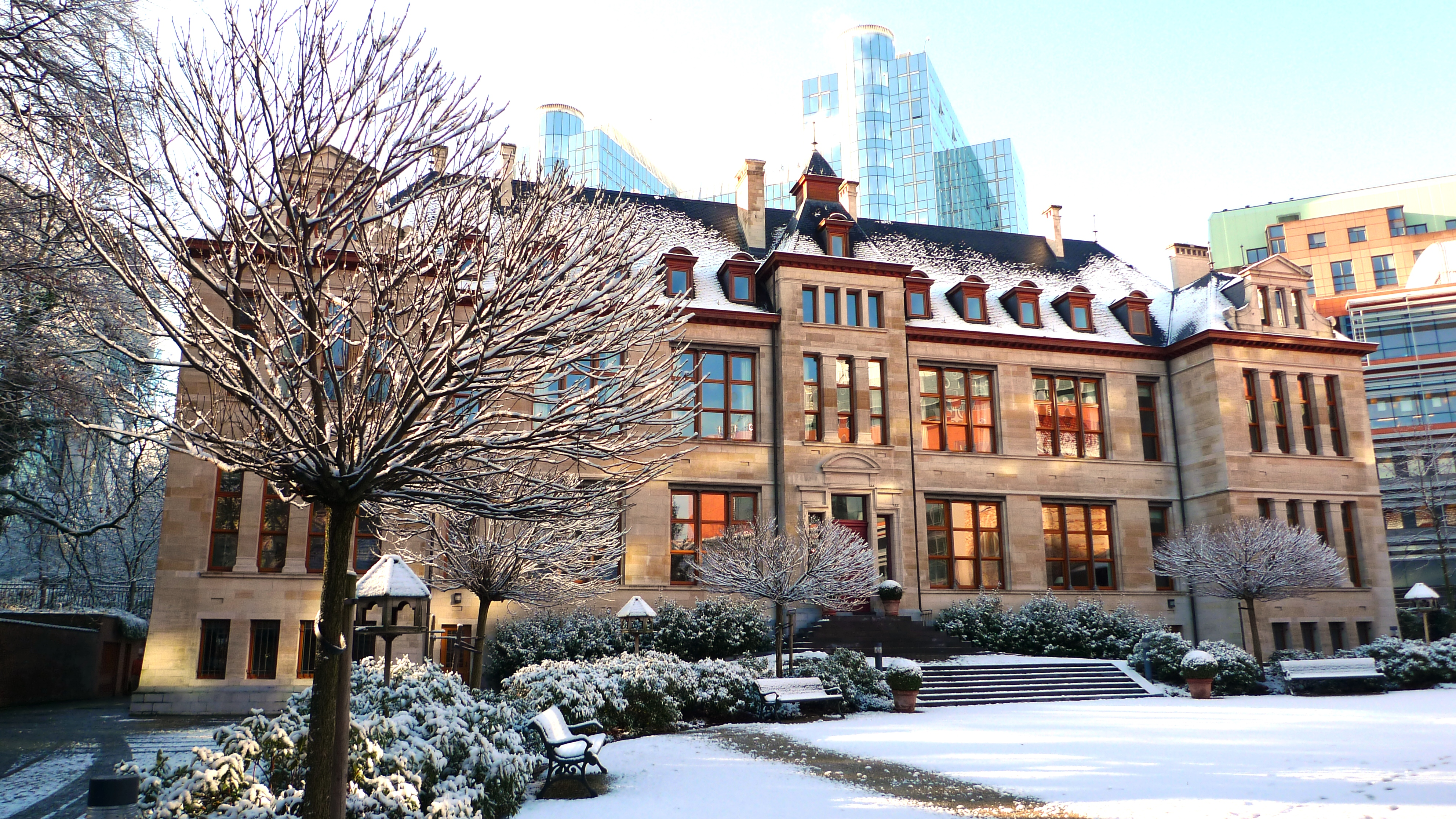
Institutsgebäude der bayerischen Vertretung bei der EU (2010)

Nach dem Abitur am Oskar-von-Miller-Gymnasium München und seiner Wehrdienstzeit studierte Pfeil Architektur an der Technischen Universität München. Nach mehreren Mitarbeiten in Architekturbüros schloss sich ein Referendariat im Städtebau an der Obersten Baubehörde an. Zunächst wurde er 1991 Referent für Städtebauförderung bei der Regierung von Schwaben und 1994 Stadtbaurat von Waldkraiburg. 1997 ging Mathias Pfeil als Referent für Städtebauförderung zur Regierung von Oberbayern. Nach zwei Jahren folgte für ein Jahr die Versetzung an die Oberste Baubehörde im Bayerischen Staatsministerium des Inneren. 
Von 2001 bis 2006 wurde Pfeil Referatsleiters in der Bayerischen Staatskanzlei mit Standort Brüssel, wo er für den Umbau der neuen bayerischen Vertretung bei der Europäischen Union verantwortlich war.
Nach der Zeit in Brüssel war Pfeil acht Jahre lang als Leiter der Bauabteilung der Bayerischen Verwaltung der staatlichen Schlösser, Gärten und Seen tätig.
Zum 1. März 2014 wurde er Generalkonservator des Bayerischen Landesamtes für Denkmalpflege. Seit 2016 hat Pfeil einen Lehrauftrag an der Technischen Universität München, wo er als Honorarprofessor wirkt.

## Privates
Pfeil betreibt Taekwondo und ist Träger des Schwarzen Gürtels. Er beschäftigt sich privat mit Malerei und Fotografie.